# Melbourne Rectangular Stadium
O Melbourne Rectangular Stadium, comercialmente conhecido como AAMI Park, é um estádio esportivo que faz parte do Melbourne Sports and Entertainment Precinct, localizado no centro da cidade Melbourne, Austrália. Os principais times do estádio são o Melbourne Storm da Liga Nacional de Rugby (NRL), a equipe de Super Rugby Melbourne Rebels e as equipes de futebol da A-League Melbourne Victory FC e Melbourne City FC.

## História
O AAMI Park tornou-se o primeiro grande estádio retangular de Melbourne, quando de sua inauguração em 2010. Chamado de Melbourne Rectangular Stadium durante a sua construção, o local foi oficialmente intitulado de AAMI Park em 16 de março de 2010, em um contrato de patrocínio de oito anos com a seguradora AAMI. Quando o projeto para construir o novo estádio foi aprovado, os maiores estádios em uso eram o MCG e o Docklands Stadium. Estes eram locais de configuração oval e mais adequado para o futebol australiano ou críquete. O maior estádio retangular anterior na cidade, Olympic Park, era um local de corrida a distância.
O estádio foi um dos cinco locais utilizados na Copa da Ásia de 2015, sediando o jogo de abertura e outras seis partidas, incluindo um jogo das quartas-de-final. O AAMI Park sediou as partidas da liga de rugby Rugby League Four Nations em 2010 e 2014, e também foi usado na Copa do Mundo de Rugby de 2017. 
Recebeu também algumas partidas da fase inicial e da fase final da Copa do Mundo de Futebol Feminino de 2023.